# Zakupka.com
Zakupka.com — один з найбільш крупних українських маркетплейсів, каталог товарів і послуг України, який працює з 2004 року. На порталі підприємці мають змогу створювати власні інтернет-магазини. На платформі зібрано 17 мільйонів товарів від 3900 продавців. Щодня портал відвідують близько 200 000 покупців.
Zakupka.com, за даними LiveInternet, у трійці найбільш відвідуваних онлайн-каталогів України, а відповідно до інформації від українського порталу evo.business, входить в десятку кращих маркетплейсів країни 2019р. та 2020р.

## Історія каталогу
- 19 квітня 2004 року був зареєстрований домен Zakupka.com, за яким впродовж 3 років розміщувався інтернет-магазин лазерних дисків.
- У 2007 році платформу було перероблена на каталог будівельних товарів і послуг. Тоді кожна компанія мала свою сторінку з описом діяльності та товарів. У цей період з'являються перші платні послуги для підприємців і додаткові функції: додавання фотографій, документів тощо.
- З 2010 року компанії отримують безкоштовний піддомен і можливість самостійно налаштовувати інтерфейс сайту. Також проходить модернізація платформи: з'являється можливість додавати опис і характеристики товарів, збільшується кількість фотографій для товарних карток.
- Кардинальне оновлення платформи відбулося в січні 2011 року. Тоді було повністю змінено інтерфейс каталогу та розширено інструментарій. Також замість сторінок у компаній з'являються повноцінні сайти з адресою firma.zakupka.com.
- У цей період, за даними Bigmir.net, інтернет-каталог входить у ТОП-10 українських будівельних сайтів за відвідуваністю.
- У травні 2012 року відбулося наступне масштабне оновлення платформи. Будівельно-промисловий каталог перетворився на загальнотематичний маркетплейс, де нараховувалося близько 6 000 рубрик. Також змінився інтерфейс сайту. Цього ж року було введено нову функцію — «онлайн-консультант», що дала можливість консультувати клієнтів онлайн через чат.
- У березні 2013 року на сайті запрацював особистий кабінет покупця, де клієнти можуть керувати своїми замовленнями та вести листування з продавцями.
- Того ж року на Zakupka.com для клієнтів з'явилася можливість створення англомовної версії сайту, а також змінився дизайн і вигляд каталогу товарів. Якщо раніше товари групувалися за компаніями, то тепер вони одразу показуються в онлайн-вітрині.
- 2014 рік для маркетплейсу ознаменувався модернізацією інструментів для компаній. З'явилася можливість синхронізації каталогу з програмою обліку 1С та додавання супутніх товарів, а також функція e-mail та SMS-розсилок.
- Навесні 2015 року на платформі було оновлено дизайн. Також з'явилася мобільна версія сайту.
- З 19 липня 2016 року на порталі запрацювала програма лояльності «Безпечні покупки», призначена для захисту матеріальних інтересів покупців, які натрапили на недобросовісних продавців. Також цього року відбулося оновлення інтерфейсу, з'явилися нові адаптивні шаблони для сайтів компаній.
- У 2017 році маркетплейс Zakupka.com став кращим торговельним майданчиком в інтернеті за результатами народного голосування в рамках проєкту «Українська народна премія».
- Масштабні зміни дизайну відбулися у 2018 році. Було оновлено вигляд каталогу, змінено оформлення особистих кабінетів продавця і покупця, покращено функціонал. Також компанії отримати можливість синхронізувати замовлення з «Новою поштою»: налаштовувати дані відправника та створювати експрес-накладні.
- У 2019 році було оновлено головну сторінку особистого кабінету продавця: з'явилися блоки для швидкого доступу до окремих функцій. Також було оновлено мобільну версію порталу.
- У 2020 році було розроблено мобільний додаток Zakupka.com, доступний для операційної системи Android. Крім того, стала доступна версія сайту українською мовою.

## Нагороди
- У 2017 р. маркетплейс Zakupka.com отримав нагороду «Українська Народна Премія» у номінації: «Торгівельний майданчик в мережі Internet»[4]

## Популярні маркетплейси України
- Prom.ua
- Bigl.ua
- OLX.ua
- Rozetka.com.ua
- OBYAVA.ua
- Бесплатка
- RIA.com
- Umall.ua